# Posner Cueing Task
Il Posner Cueing Task è un paradigma sperimentale utilizzato in psicologia per testare la capacità di riorientare l’attenzione visiva nello spazio.

## Struttura del paradigma sperimentale
Il partecipante deve fissare il punto centrale di uno schermo, in corrispondenza di un pallino o croce che ne marcano la posizione; a sinistra e a destra del punto di fissazione centrale ci sono due riquadri.
Durante lo svolgimento del compito, una figura bersaglio (solitamente una X) apparirà dentro al riquadro di destra o di sinistra, e sarà compito del partecipante indicare se la figura è apparsa a destra o a sinistra, premendo i relativi pulsanti. Poco prima della comparsa della X in uno dei due riquadri, tuttavia, compare per breve tempo e poi scompare un distrattore, ovvero un segnale (come l’ingrossamento del contorno di uno dei due riquadri) che svia l’attenzione del partecipante dal punto di fissazione centrale (“cueing”, dall’inglese cue, “segnale”). La direzione del distrattore, tuttavia, è indipendente dalla posizione in cui comparirà la X nel riquadro, e il partecipante è pertanto istruito a ignorare i distrattori.
Il tempo di reazione del partecipante, ovvero la latenza di risposta fra la comparsa della X e la pressione sul pulsante da parte del partecipante, viene registrato. L’intera procedura viene ripetuta per diverse volte, con una piccola pausa fra una sessione e la successiva.

## Fondamento logico del paradigma
Poiché la comparsa di una figura è uno stimolo saliente, essa attrae automaticamente l’attenzione; ciò significa che il distrattore tende ad attirare l’attenzione del partecipante a destra o sinistra del punto di fissazione.
A questo proposito, bisogna distinguere fra orientamento spaziale dell’attenzione di tipo overt (“manifesto”) e di tipo covert (“furtivo”). Il primo si ha quanto vi è un vero e proprio movimento dell’occhio (i.e., saccade oculare) verso il luogo da attenzionare; il secondo non implica un movimento dell’occhio, ma una semplice concentrazione dell’attenzione in una specifica regione del nostro campo visivo (la cosiddetta “visione con la coda dell’occhio”). Pertanto, l’attenzione può essere attratta nella direzione del distrattore anche se la persona continua con gli occhi a fissare il punto centrale di fissazione.
L’assunto principale del paradigma è che il segnale/distrattore, anche se da ignorare per espresse istruzioni, di fatto attirerà l’attenzione del partecipante in una specifica regione del campo visivo, a destra o a sinistra del punto di fissazione. Poiché l’attenzione sarà quindi già focalizzata in quella metà del campo, se la X dovesse comparirvi (“valid cueing”), i tempi di reazione del partecipante sarebbero inferiori; viceversa, la comparsa della X nell’emisfero di campo visivo non attenzionato (“invalid cueing”) richiederebbe abortire il processo in atto e riorientare l’attenzione dall’altra parte, e quindi tempi di reazione più lunghi.
Il paradigma permette quindi di misurare la velocità con cui l’attenzione spaziale del soggetto viene re-indirizzata da un lato all’altro del campo visivo, sottraendo i tempi medi di reazione delle sessioni di distrattore congruente rispetto alla posizione del bersaglio dai tempi medi di reazione delle sessioni di distrattore non congruente rispetto alla posizione del bersaglio: {\displaystyle TR_{InvalidCue}-TR_{ValidCue}}.

## Varianti del paradigma

### Presenza di trial neutri: distinguere orientamento, disimpegno e ri-orientamento
Vengono definiti neutre quelle sessioni in cui il distrattore non orienta l’attenzione altrove rispetto al punto di fissazione: può trattarsi, per esempio, dell’inspessimento contemporaneo di entrambi i riquadri.
La presenza di questo tipo di sessioni permette di calcolarne i tempi medi di reazione qualora l’attenzione sia fissa al centro del campo visivo, e confrontali con le altre casistiche. Oltre alla velocità di riorientamento dell’attenzione attraverso l’intero campo visivo, quindi si può quindi misurare anche:
- La velocità di orientamento dell’attenzione, sottraendo i tempi medi di reazione delle sessioni neutre dai tempi medi di reazione delle sessioni di distrattore congruente rispetto alla posizione del bersaglio: {\displaystyle TR_{ValidCue}-TR_{NeutralCue}}.
- La velocità di disimpegno dell’attenzione, sottraendo i tempi medi di reazione delle sessioni neutre dai tempi medi di reazione delle sessioni di distrattore non congruente rispetto alla posizione del bersaglio: {\displaystyle TR_{InvalidCue}-TR_{NeutralCue}}.

### Informatività/predittività del distrattore: distrattori endogeni ed esogeni
I segnali distrattori possono essere distinti in stimoli esogeni, qualora originino nel campo visivo (e.g., inspessimento del contorno del riquadro a destra o sinistra); e in stimoli endogeni, qualora originino all’interno dei processi mentali stessi della persona.
L’esempio di stimolo esogeno è l’inspessimento del contorno del riquadro, o la comparsa periferica a destra o a sinistra del punto di fissazione di uno stimolo diverso dal bersaglio: questi distrattori, per il semplice fatto di comparire, attirano l’attenzione automaticamente.
Uno stimolo endogeno solitamente compare al centro dello schermo, in modo da non orientare automaticamente l’attenzione; si tratta solitamente di una freccia, che indica a destra o a sinistra (e quindi suggerisce una direzione senza forzarla). In questo caso, però, la direzione suggerita dal distrattore non è totalmente indipendente dalla posizione di comparsa della X, ovvero la direzione dello stimolo è indicativa della futura comparsa della X in una certa percentuale di casi superiore al caso (> 50%). In questo modo, l’orientamento dell’attenzione deriva non dallo stimolo esterno, ma dalla percezione del partecipante che lo stimolo bersaglio si troverà più probabilmente in quella direzione.
Sono emerse diverse differenze fra i due tipi di dislocamento attentivo, e si presume che a esse sottendano due circuiti neurali differenti.

### Paradigmi multicanale: distrattori visivi, uditivi e audiovisivi
I segnali distrattori descritti in precedenza riguardano la medesima modalità sensoriale dello stimolo bersaglio, ovvero la vista (visual cueing). Essi, però, possono essere presentati anche in forma uditiva, sia da soli (auditory cueing), sia in aggiunta ai segnali visivi (audiovisual cueing). Il distrattore uditivo, nello specifico, corrisponde alla riproduzione di un suono a destra o a sinistra del partecipante.
Alcuni studi hanno evidenziato come i distrattori audiovisivi e quelli uditivi hanno una capacità maggiore di orientare l’attenzione rispetto ai soli distrattori visivi.

### Stimulus Onset Asynchronies (SOA) e Inhibition of Return (IOR)
La latenza fra la comparsa del distrattore e la comparsa dello stimolo bersaglio è detta stimulus onset asynchrony (SOA), e può essere manipolata sperimentalmente.
L’effetto dell’aumento della latenza fra distrattore e stimolo dipende dal carattere del primo: se esogeno, l’effetto di dislocazione attentiva prodotta da stimoli endogeni è più durevole di quella prodotta da stimoli esogeni; pertanto, nel caso di stimoli esogeni, quando la SOA inizia a crescere molto, l’iniziale dislocamente attentivo nella direzione indicata dal distrattore tende a scomparire.
Viceversa, compare un fenomeno che probabilmente serve a favorire la non-ispezione di regioni già attenzionate, e quindi un ri-orientamento dell’attenzione in regioni di spazio diverse da quelle indicate dal distrattore. Ne consegue che, contrariamente a quanto avviene normalmente, i tempi di reazione diminuiscono invece di aumentare, qualora il distrattore indichi nella direzione sbagliata. Tale fenomeno, osservato per le sessioni non congruenti (invalid cueing) con distrattori esogeni per SOA ampie ( ≥ 300 ms), è detto inhibition of return (IOR).